# Bicske (nádraží)
Bicske je železniční stanice v maďarském městě Bicske, které se nachází v župě Fejér. Stanice byla otevřena v roce 1884, kdy byla zprovozněna trať mezi Budapeští a městem Komárom.

## Provozní informace
Stanice má celkem 2 nástupiště a 4 nástupní hrany. Ve stanici není možnost zakoupení si jízdenky a je elektrizovaná střídavým proudem 25 kV, 50 Hz. Provozuje ji společnost MÁV.

## Doprava
Zastavují zde pouze osobní vlaky, které jezdí do Budapešti, Győru a Oroszlány. Projíždějí zde mezinárodní vlaky EuroCity a railjet.

## Tratě
Stanicí prochází tato trať:
- Budapešť–Hegyeshalom–Rajka (MÁV 1)

V minulosti ze stanice vycházela tato trať:
- Székesfehérvár–Lovasberény–Bicske (MÁV 6) (bez dopravy, úsek Lovasberény–Bicske již zlikvidován)